# Сан-Мартін-де-Унш
Сан-Мартін-де-Унш (ісп. San Martín de Unx) — муніципалітет в Іспанії, у складі автономної спільноти Наварра. Населення — 460 осіб (2009).
Муніципалітет розташований на відстані близько 290 км на північний схід від Мадрида, 33 км на південь від Памплони.

## Демографія
Динаміка населення (INE ):

## Галерея зображень

Розташування муніципалітету